# ویلیامز اف‌دبلیو۴۴
ویلیامز اف‌دبلیو۴۴ یک خودروی مسابقه‌ای فرمول یک است که توسط ویلیامز برای شرکت در مسابقات قهرمانی جهانی فرمول یک ۲۰۲۲ ساخته شده‌است. رانندگی این خودرو بر عهده نیکلاس لطیفی و الکساندر آلبون خواهد بود که به ترتیب در سال سوم و اولین سال حضور در این تیم خواهند بود. این شاسی اولین خودروی ویلیامز بر اساس مقررات فنی ۲۰۲۲ و تحت مالکیت رئیس تیم، جوست کاپیتو است.